# Michael Land
Michael Z. Land (nacido en 1961) es un músico y compositor estadounidense conocido por sus composiciones para varios videojuegos producidos por LucasArts.

## Biografía
Michael Land nació en la región North Shore al norte de Boston, Massachusetts. Sus padres lo anotaron en clases de piano clásico cuando tenía cinco años, y continuó así hasta que optó por el bajo a la edad de doce años. Se enfocó más en la improvisación, y en el secundario tocó con varias bandas.
En 1979, Land se anotó en el programa de música en la Universidad Harvard, donde se concentró en la música electrónica. También volvió a surgir su interés por la música clásica, particularmente por la de Ludwig van Beethoven. Después de graduarse, entró en el Mills College en Oakland, California para continuar sus estudios sobre música electrónica. Posteriormente extendió sus estudios a la polifonía del Renacimiento, y además estudió programación de computadoras.
Cuando Land se graduó en el Mills College en 1987, tomó un trabajo como técnico digital en una fábrica de procesadores de señales de audio llamada Lexicon, Inc. Land trabajó para la empresa durante tres años, un período que pasó perfeccionando sus habilidades de programación y escribiendo software de sistema operativo para los controles remotos MIDI de la empresa.
Hacia 1990, el mercado de los videojuegos hogareños comenzaba a florecer, particularmente para las computadoras personales. En abril de ese año, Land obtuvo un trabajo en la joven Lucasfilm Games (hoy conocida como LucasArts), una empresa de software perteneciente al creador de Guerra de las Galaxias George Lucas. Land pasó a ser el músico y programador de audio de la empresa. El primer proyecto de Land junto a LucasArts fue The Secret of Monkey Island. La banda de sonido del juego le dio al compositor la oportunidad de mostrar su flexibilidad, ya que esta está compuesta casi en su totalidad de temas con un estilo caribeño, algo totalmente distinto a lo que Land había compuesto en el pasado. Su música de Monkey Island ha sido interpretada en vivo por una orquesta completa en el Concierto Sinfónico de Música de Videojuegos (Symphonic Game Music Concert) en 2004. El evento tuvo lugar en Leipzig, Alemania.
Sin embargo, el motor de sonido usado en Monkey Island no era del agrado de Land. Él encontró prácticamente imposible sincronizar la música con la acción en el juego. Land comenzó a trabajar en el sistema de música interactiva iMUSE de LucasArts para solucionar este problema. El proyecto fue más arduo de lo que Land anticipaba, por lo que introdujo a su amigo, Peter McConnel, para que lo ayudara. Ambos diseñaron el sistema iMUSE como un secuenciador MIDI avanzado, pero con el paso de los años, resultó ser, como Land lo ha descrito, "una metodología" que le otorga a los productores de videojuegos un gran control sobre la música, transiciones y demás elementos del juego. Land también lideró el departamento de sonido de la empresa, y desde que estuvo ocupado con iMUSE, contrató a otro amigo para la empresa, Clint Bajakian, para que se encargara de algunos proyectos de composiciones.
Estando iMUSE completo, Land volvió a su trabajo como compositor. Trabajó en varios juegos, incluyendo más juegos de la serie Monkey Island y varios proyectos basados en propiedades de Lucasfilm.
Land sigue ampliando su repertorio, y actualmente se encuentra estudiando violín y violonchelo clásicos. Además planea lanzar un álbum de música compuesta por él ajena a LucasArts en el futuro.
Michael Land actualmente trabaja en el nuevo videojuego de la serie Monkey Island, Tales of Monkey Island.

## Estilos e influencias musicales
Durante su adolescencia, Land estudió y emuló los estilos de intérpretes como Yes, Grateful Dead y Jimi Hendrix. En el presente, él cita al estilo melodioso de Hendrix como una gran influencia en su propia música, y declara que el estilo de Grateful Dead se encuentra profundamente arraigado en sus obras.
En su adultez, también estudió a compositores clásicos, particularmente a Beethoven, un compositor cuyos logros él describe como "una montaña a la distancia... no importa cuanto terreno cubras, siempre está lejos". También desarrolló un interés por la polifonía del Renacimiento.
Las obras de Land demuestran una gran variación, algo común en los compositores de videojuegos. Él comienza cada proyecto leyendo las notas de producción del juego y luego decidiendo un estilo musical con los productores del juego. Una vez que esto está decidido, Land escucha diferentes ejemplos de ese estilo. Sus bandas sonoras son tan variadas como los juegos que acompañan. La música de la serie Monkey Island es caribeña en estilo, las melodías son interpretadas con instrumentos de viento-madera livianos y marimbas. Por otra parte, su banda sonora para The Dig es cinematográfica, con composiciones oscuras y penosas interpretadas lentamente. El mismo Land cita a la banda sonora de The Dig como la obra que más se acerca a su estilo personal. Otra característica que Land tiene en común con otros compositores de videojuegos es su habilidad para componer música que puede seguir siendo escuchada en un ciclo continuo.
Además la música de Land tiende a ser más ambiental en estilo. Esto le permite componer piezas muy complejas pero al mismo tiempo evitar que estas obstruyan la jugabilidad o los diálogos. Sin embargo, cada proyecto tiende a incorporar al menos algunas piezas más melódicas, usualmente en el tema del título y los créditos finales.

## The Curse of Monkey Island
El trabajo de Land en la banda sonora de The Curse of Monkey Island marca simultáneamente la llegada de una era de composición, y el advenimiento de la compresión de audio digital significando que el audio MIDI del pasado podía ser reemplazado con grabaciones de audio y voces de alta fidelidad. Esto le permitió a Land grabar la banda sonora con instrumentos reales o con parches de alta calidad, los cuales añadieron un entusiasmo y emoción a la música no presentes en la anterior música MIDI.
Las habilidades de Land como compositor y arreglista se evidencian en su elección de timbre musical. Combinaciones de folclore europeo e instrumentos clásicos con instrumentos centroamericanos y caribeños; texturas que combinan tambores metálicos, acordeones y percusión afro-cubana, entre otros. Por un lado, se ve profundamente influenciado por música nacionalista europea y hornpipe, y por otro lado incorpora estilos caribeños y brasileños.

## Bandas sonoras de videojuegos
- The Secret of Monkey Island (1990) (con Barney Jones, Patric Mundy, and Andy Newell)
- Secret Weapons of the Luftwaffe (1991)
- Monkey Island 2: LeChuck's Revenge (1991) (with Clint Bajakian, Robin Goldstein, Peter McConnell, and Anthony White)
- Star Wars: X-Wing (1992) (with John Williams, Clint Bajakian, and Peter McConnell)
- Indiana Jones and the Fate of Atlantis (1992) (with Clint Bajakian, Peter McConnell, and John Williams)
- Star Wars: TIE Fighter (1995) (con John Williams, Clint Bajakian, and Peter McConnell)
- The Dig (1995)
- The Curse of Monkey Island (1997)
- Escape from Monkey Island (2000) (with Clint Bajakian, Anna Karney, and Peter McConnell)
- SimCity 4 (2003) (junto a varios otros)
- Tales of Monkey Island (2009)
- Return to Monkey Island (2022)

## Otras obras
- Masterblazer (1990) (sonido)
- Star Wars: Rebel Assault (1993) (sonido)
- Sam & Max Hit the Road (CD-ROM version) (1993) (música/programación de sonido)
- Day of the Tentacle (1993) (intérprete/sistema de desarrollo)
- Outlaws (1997) (director de desarrollo de sonido)
- Star Wars: DroidWorks (1998) (director de sonido)
- Grim Fandango (1998) (supervisión de producción de sonido)
- Star Wars: Episode I: The Gungan Frontier (1999) (edición de música y composición adicional)
- The Best of LucasArts Original Soundtracks (2002) (junto a varios otros)